# Kotshkorkia laticeps
Kotshkorkia laticeps är en myrart som beskrevs av Gennady M. Dlussky 1981. Kotshkorkia laticeps ingår i släktet Kotshkorkia och familjen myror. Inga underarter finns listade i Catalogue of Life.